# 伯蓋赫特勒山
47°25′0″N 10°24′0″E / 47.41667°N 10.40000°E

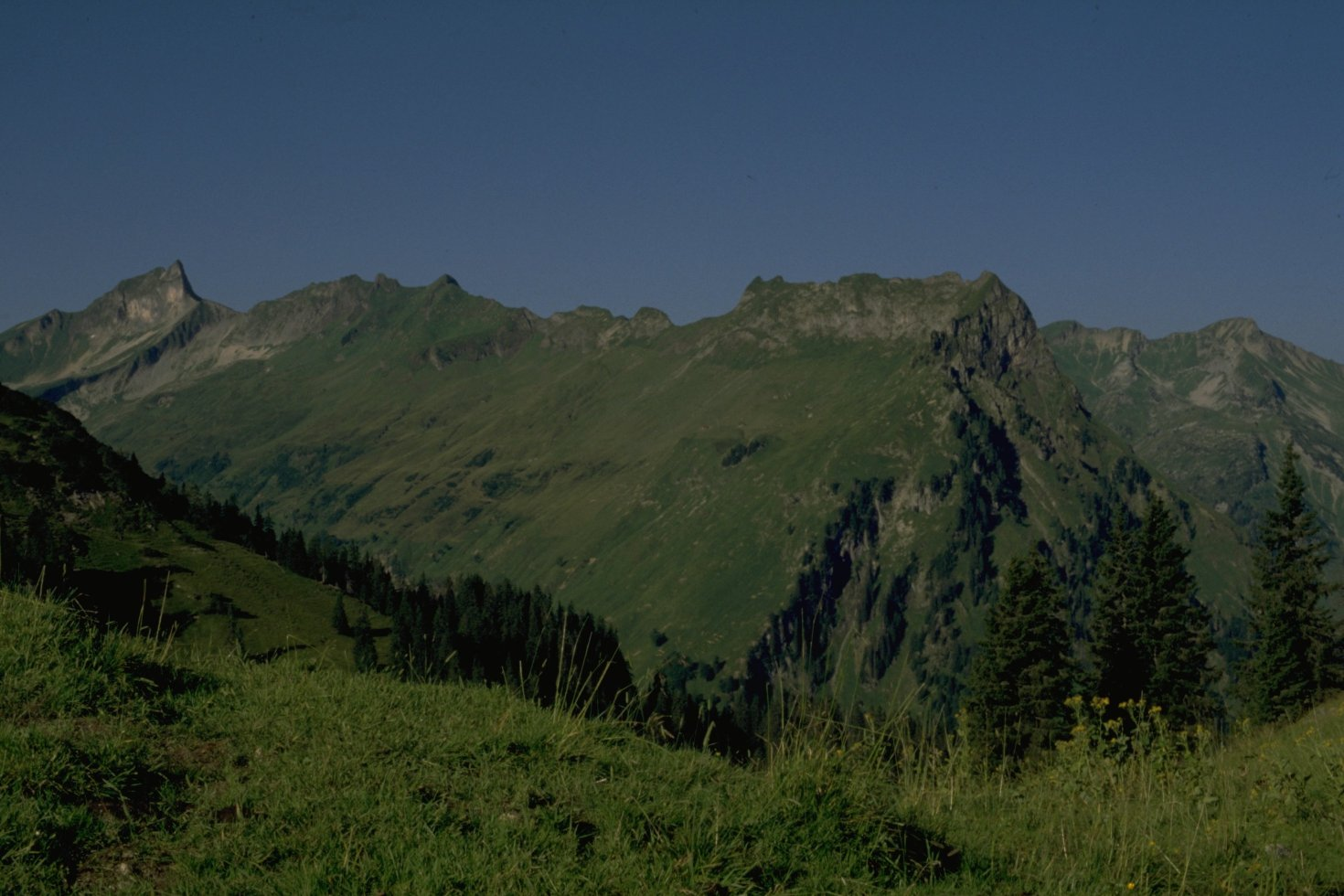

伯蓋赫特勒山（德語：Berggächtle），是德國的山峰，位於該國東南部，由巴伐利亞負責管轄，屬於阿爾高阿爾卑斯山脈的一部分，距離勞夫巴赫爾埃克山0.7公里，海拔高度2,007米，每年平均降雨量1,730毫米。